# Bulbophyllum clavatum
Bulbophyllum clavatum är en orkidéart som beskrevs av Louis Marie Aubert Du Petit-Thouars. Bulbophyllum clavatum ingår i släktet Bulbophyllum och familjen orkidéer. Inga underarter finns listade i Catalogue of Life.